# Bateau de Nydam

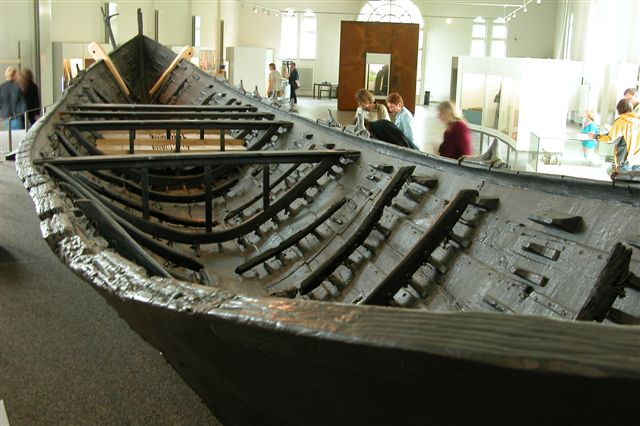
Le bateau de Nydam reconstruit au château de Gottorp.

Le bateau de Nydam (également dénommé « bateau de Nydam en chêne ») est l'appellation usuelle du plus grand des trois bateaux découverts lors des fouilles du XIXe siècle à Nydam Mose, qui était à l'Âge du fer romain un lac sacrificiel. On devrait donc parler plutôt des « bateaux de Nydam ». Néanmoins cet article traite surtout du grand bateau en chêne.

## Historique
La tourbière de Nydam, à Øster Sottrup, au Danemark, a fait l'objet de fouilles en 1859, 1863 et 1864. Au milieu de nombreux artéfacts, dont de nombreuses armes, le premier des bateaux a été découvert en août 1863, et consistait en pièces d'un petit bateau en chêne qui avait été découpé et dispersé dans ce qui était encore un lac à l'époque. 
Quelques jours plus tard, un grand bateau en chêne, le « bateau de Nydam », fut mis au jour. Il était complet et en très bon état de conservation et avait été délibérément coulé dans l'eau du lac à courte distance de la rive. Durant cette fouille, un troisième navire a été trouvé gisant le long du grand bateau en chêne. Il était lui aussi complet, en pin ; il fut nommé « bateau en pin de Nydam ».
La guerre des Duchés mit fin aux fouilles. Le petit bateau en pin fut détruit en étant utilisé pour les feux de camp par les troupes, le bateau de Nydam fut lui sauvé, changeant de lieux plusieurs fois pour finir au château de Gottorf, qui héberge le Landesmuseum du Schleswig.
En 1984, il fut décidé de reprendre les fouilles à grande échelle, lesquelles eurent lieu de 1989 à 1997. Cela permit, entre autres découvertes, de compléter probablement le bateau en chêne par la découverte de deux longs poteaux de bois de chêne sculptés de visages masculins. Furent également retrouvés le gouvernail du bateau en pin, ainsi que des fragments du deuxième bateau en chêne.

## Datation
Une datation par dendrochronologie indique des arbres abattus entre 310 et 320 et un sacrifice aux environs de 340-350, ce qui correspond à l'Âge du fer romain.

## Description

### Le grand bateau en chêne
Le grand bateau de chêne, aussi appelé « bateau de Nydam », est le plus ancien bateau propulsé à la rame connu en Europe du Nord et l'un des plus anciens exemplaires de bordés à clin.

#### La coque

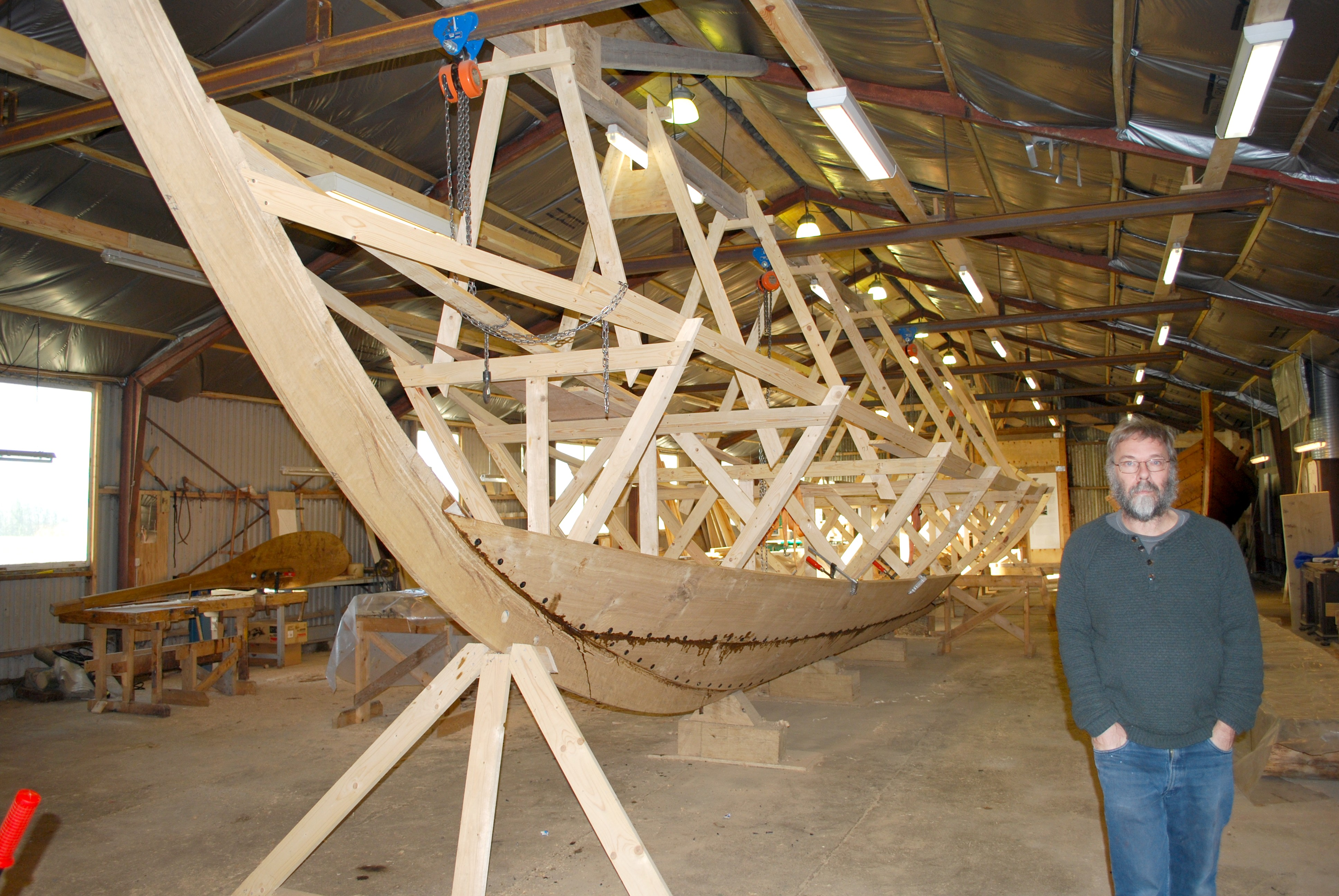
La quille et les premières virures sur une reconstitution en 2009, Sottrupskov, Danemark.

Une large planche sert de quille (on la nommera « planche-quille » pour le reste de l'explication) sur laquelle sont fixées cinq virures sur chaque bordé. Sur les planches sont taillés des taquets afin de fixer les membrures ; deux sur la planche-quille et les quatre premières virures et un seul solide sur la cinquième qui accueille le haut de la membrure et le barrot de pont. La planche-quille est constituée d'une seule pièce de chêne de 14,30 mètres de long et épaisse de 57 cm à mi-coque pour s'affiner à environ 20 cm aux extrémités. Une large nervure plate sur le dessous permet d'avoir une finesse de juste 7 cm à mi-coque pour 13 cm aux extrémités.
L'étambot et l'étrave étaient probablement constitués d'une seule pièce de bois, plutôt plate et courbée. Elle était assemblée à la planche-quille à l'aide d'un court assemblage en sifflet horizontal et fixée à l'aide de deux chevilles de bois. Une râblure va de la planche-quille au plat-bord, le long de celle-ci trois rainures ornementales s'étendent jusqu'en haut. L'extrémité des virures est fixée à l'étrave et l'étambot à l'aide de rivets en fer.
Les dimensions des planches se sont un peu contractées par rapport à l'origine, l'épaisseur est actuellement de 22 à 25 cm pour une largeur à mi-coque entre 36 et 45 cm ; à l'origine les planches devaient avoir une largeur de 56 cm. On croyait jusqu'à récemment que les virures étaient constituées d'une seule pièce de bois, mais lors de l'examen du bateau pour effectuer les prélèvements en vue de la datation par dendrochronologie, il a été constaté que toutes les virures étaient en fait un assemblage de plusieurs planches. Les bordés sont réalisés suivant le type de construction à clin, les chevauchements sont comblés avec des étoffes de laine et fixés à l'aide de rivets de fer. Comme c'est le cas dans la tradition jusqu'au XIIe siècle, la tige et la tête des rivets sont rondes alors que les mèches à l'intérieur sont de forme carrée.

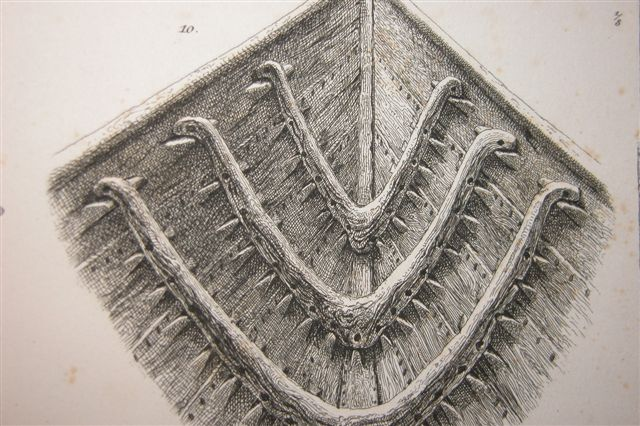
Détail des couples, dessin du livre Nydam mosefund d'Engelhardt 1865.

Les membrures, faites d'une seule pièce de chêne, ont des encoches qui épousent parfaitement les taquets des virures. Lors de l'excavation, seulement neuf membrures, sur les dix-neuf d'origine, ont été retrouvées dont la plupart à l'état fragmentaire. Le haut du couple tient sur la cinquième virure grâce à une tête en forme de crochet, l'espace moyen entre les couples est d'environ un mètre. Les couples sont fixés sur les bordés à l'aide d'attaches de cordes, les bancs de nage sont tenus à l'aide d'épontilles qui se glissent dans des trous se trouvant sur les couples, au nombre de trois à mi-coque, se réduisant à deux (voire un) en allant vers les extrémités. Les bancs de nage sont très mal conservés et aucun de ceux qui se trouve sur le bateau actuel n'est d'origine. Leur conception par Conrad Engelhardt est celle d'une planche droite avec une encoche aux extrémités afin de laisser la place à la fin des couples ; ils sont fixés aux taquets supérieurs à l'aide de chevilles de bois.
Lors de la dernière campagne de fouilles, il a été trouvé des morceaux de bois dont on pense qu'il pourrait s'agir des supports transversaux pour le plancher. Le plancher lui-même étant présent dans le nouveau matériel découvert.

#### Les avirons et le gouvernail

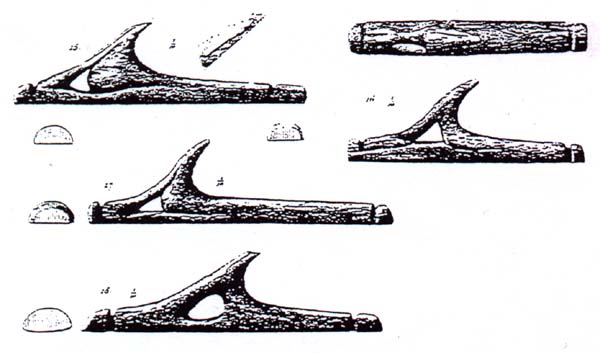
Détail des tolets (dames de nage), dessin du livre Nydam mosefund d'Engelhardt, 1865

On sait avec une certaine certitude que le bateau de Nydam était propulsé à l'aide de quinze paires d'avirons dont une paire a peut-être été ajoutée lors de la vie active du bateau. Aucune des dames de nage du bateau exposé n'est originale et leur apparence uniforme ne correspond pas aux dessins réalisés immédiatement après l'excavation, ni avec celles découvertes récemment.
La distance horizontale entre le milieu des bancs de nage et la position des avirons est d'environ 30 cm, et les avirons ne font pas plus de 3 à 3,5 mètres, ce qui indique une technique de nage avec des coups d'avirons courts et rapides contrairement aux techniques suggérées par les navires ultérieurs.

Le gouvernail était déjà une sorte d'aviron sur le côté près de la poupe ; il était très mal conservé lors de sa découverte et Engelhardt en fit une copie pour les expositions. Actuellement, il s'agit également d'une autre copie mais avec chance le dessinateur d'Engelhardt, Magnus Petersen, en fit un dessin très détaillé qui montre un gouvernail avec un axe long et une pelle large et courte avec au sommet une barre et une poignée. 

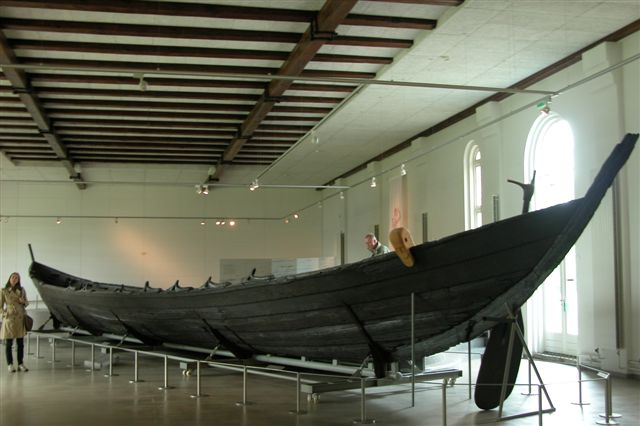
Utilisation possible des pieux en forme de visage et vue du gouvernail

#### Les visages
Au cours de la dernière année de la nouvelle campagne de fouilles ont été découverts deux pieux de bois avec une tête d'homme, longs d'environ 1,4 mètre ; ils ont été trouvés au voisinage de la zone où se trouvait la proue du bateau. Les visages sont sculptés avec des traits marquants et ont de longues barbes sous le menton. Les côtés sont plats et sans caractéristique, néanmoins des trous carrés traversent la tête à l'endroit où se trouveraient les oreilles.
Il est possible que ces pieux étaient montés près de la proue avec les têtes reposant sur le plat-bord et servaient peut-être de taquets d'amarrage.

#### Une nouvelle vision du bateau
La reconstitution actuelle offre une nouvelle vue du bateau, en montrant que la proue et la poupe ont été inversées lors de la première reconstitution du bateau il y a 130 ans.
Les principales différences sont :
- la proue est plus élevée ;
- la quille est plus incurvée ;
- la section transversale du bateau a une forme plus profonde en V ;
- le bateau est plus profond.